# ایلخچی (کتاب)
ایلخچی: یک ده صوفی‌نشین در آذربایجان نام کتابی از غلام‌حسین ساعدی است که در سال ۱۳۴۲ در تهران منتشر شد. او این کتاب را در مجموعه‌ای از تک‌نگاری‌ها برای مؤسسه مطالعات و تحقیقات اجتماعی نوشت. موضوع کتاب شرح روستای ایلخچی و نحوه زیست مردم آن است.
ایلخچی روستایی یارسان‌‌نشین در نزدیکی شهر تبریز است. ذهنیت داستان‌نویس و زبانِ خاصِ ساعدی در این اثر کاملاً مشهود است. او در تک نگاری‌های بعدی اش که به فاصله دو و سه سال بعد با عنوان «خیاو یا مشکین‌شهر» و «اهل هوا» به چاپ رسید، سعی در غنی کردن بارِ علمی و پژوهشی مطالعاتش کرد، هرچند همان‌طور که گفته شد هرگز ادعایی نداشت و پژوهش‌هایش را با یادداشت و سفرنامه می‌دانست. با این وجود هنوز تک‌نگاری‌های ساعدی و بخصوص «اهل هوا» از زمرهٔ آثارِ با ارزش ویژه‌نگاشت ایرانی است.